# El martirio de San Mateo (Caravaggio)
El martirio de San Mateo es un cuadro de Caravaggio, de 1600, el primero de su etapa romana y de una serie dedicada a San Mateo Evangelista, la cual se conserva por completo en la Capilla Contarelli, San Luis de los Franceses, Roma. 
Caravaggio logra un cuadro de historia con una composición mucho más compleja que sus primeras obras, donde el santo cae sangrante a los pies de su verdugo. Una multitud de personajes rodean a Mateo (un ángel con el símbolo del martirio en su mano, un niño horrorizado que huye, un observador perplejo identificado con el autorretrato de Caravaggio...observan al verdugo a punto de dar la estocada final).
Los matices de crueldad dados por el pintor a los personajes de esta pintura evocan, por momentos, a El sacrificio de Isaac o Judith y Holofernes.
Estudios realizados con ayuda de los rayos X han demostrado que el pintor cambió los personajes varias veces, lo que indica la complejidad de la composición hasta el resultado final.